# Frank Margerin
Pour les articles homonymes, voir Margerin.
Frank Margerin est un auteur de bande dessinée français né le 9 janvier 1952 à Paris.

## Biographie

### Enfance et formation
Frank Margerin voit le jour le 9 janvier 1952 né d'un père artiste peintre et d'une mère portraitiste à Paris. Il passe la majeure partie de son enfance dans une HLM de la porte d'Asnières. Les premières années de sa vie sont plutôt paisibles, même si le divorce de ses parents, survenu alors qu'il est âgé de trois ans, le pousse un peu plus à se réfugier dans le dessin. À l'école, il amuse la galerie en caricaturant ses professeurs dans les marges de ses cahiers. Encouragé par son entourage, le jeune Frank prend peu à peu conscience de ses talents d'artiste.
Après la troisième, sur les conseils d'un ami de son père lui aussi artiste peintre, Margerin s'inscrit à l'École des arts appliqués. Les cours le passionnent et, même si l'ambiance est plutôt légère, il en sort diplômé quatre ans plus tard. Diplôme de laqueur et dessinateur textile en poche, c'est vers le dessin humoristique que le jeune homme tend à se diriger. Il cohabite alors avec ses camarades des « Zarza » dans un pavillon de banlieue à Châtillon et fait des petits boulots comme moniteur de centre aéré.
Margerin rencontre quelques agences de publicité qui trouvent son style assez amusant et l'encouragent à se tourner plutôt vers la BD. En 1978, prenant le relais de Philippe Poncet de la Grave, il dessine quelques vignettes et bandes dessinées pour le chewing-gum Malabar, pendant un an ; en parallèle, il dessine pour Métal hurlant. Ce seront finalement les magazines de charme Lui et Playboy qui publient ses premières illustrations.

### Margerin rejointMétal Hurlant

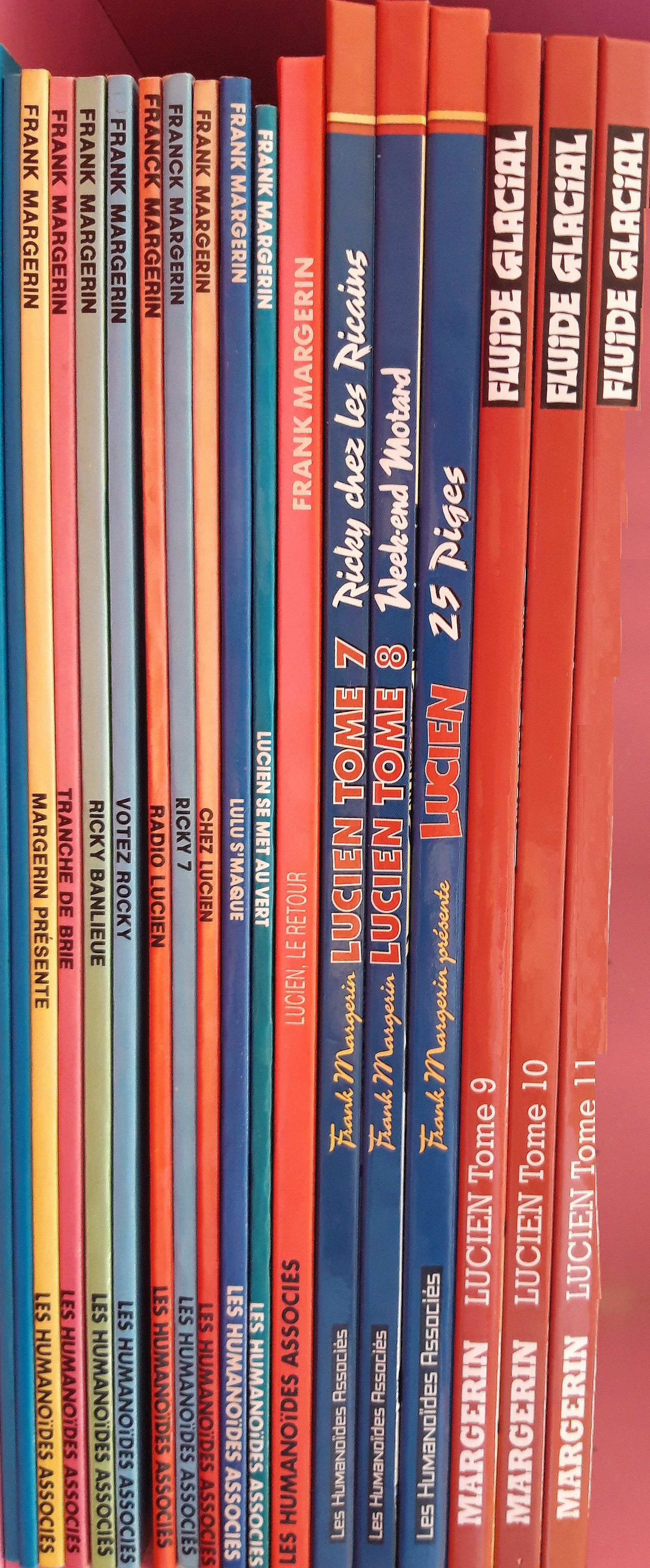
Le petit monde de Lucien.

En 1975, il rencontre Jean-Pierre Dionnet, qui lui commande ses premières planches pour Métal hurlant. Un jour, chez Nathan, Margerin croise la route de Bernard Farkas, un des quatre fondateurs de Métal hurlant, qui lui conseille de rencontrer son rédacteur en chef Jean-Pierre Dionnet. Celui-ci lui propose de faire une BD de quatre pages dans ce magazine alors spécialisé dans la BD de science-fiction et édité par Les Humanoïdes associés. Margerin aurait préféré Pilote, plus connu à l'époque et qu'il lisait depuis sa petite enfance, mais il saisit l'occasion de Farkas. Il réalise ses premières véritables planches et invente pour la première fois un scénario : ce sera Simone et Léon. Sa participation au magazine durera jusqu’au dernier numéro, courant 1987.
Entre-temps Margerin produit des albums et son dessin au trait plein, qui rebutait certains publicitaires à ses débuts, est devenu à la mode. L’auteur signe des pochettes de disques pour Olivier Lorquin, Nino Ferrer et pour l’album humanitaire Éthiopie grâce à ses bonnes relations avec le chanteur Renaud. Cartes postales, affiche de film (La Smala), publicités et dépliants en tout genre, le dessinateur exerce sur de nombreux supports.
Côté musique, il forme avec son condisciple Denis Sire le groupe Los Crados, qui deviendra plus tard Dennis' Twist avec un succès dans les années 1987-88.

### Naissance de Lucien
Bien qu'ayant toujours refusé de créer un héros récurrent, Margerin se focalise sur Lucien, rockeur rebelle à la banane, qui s’impose peu à peu au fil des histoires. D'abord grassouillet avec de grosses rouflaquettes, Lucien le voyou s’affine physiquement et mentalement au fil des années jusqu'à devenir le personnage central des histoires. Accompagné par ses fidèles amis Ricky (inspiré par Frentzel, un ami de l’auteur) et Gillou (inspiré par son frère), Lucien déserte petit à petit les mobylettes et les flippers pour tenter de s’insérer dans la vie adulte. À ce titre, l'album Lulu s'maque marque une nouvelle ère pour le personnage dont les aventures s’étalent maintenant sur tout l’album en une seule et même histoire... Défi relevé pour le dessinateur qui ne se sentait pas d’écrire des scénarios à ses débuts (même s’il reconnaît ne toujours pas vraiment en écrire et plutôt improviser au fur et à mesure qu’il dessine).

### Manuet présidence au festival d'Angoulême
En 1989, Jingle, petite société française de production de films, propose à l’auteur de créer une série d’animation avec Lucien. Craignant de voir son personnage dénaturé à l’écran, Margerin crée un personnage spécialement pour cette série, Manu. Nez pointu, houppette blonde et Perfecto, Manu est un adolescent turbulent de quatorze ans qui en fait voir de toutes les couleurs à son pote Robert. Les histoires sont plus légères qu’à l’accoutumée, le public visé étant sensiblement plus jeune. Margerin s’implique beaucoup dans ce projet, donne ses instructions et élabore les storyboards depuis Angoulême, le travail d'animation se poursuivant ensuite au Japon et en Chine.
Après la diffusion sur La Cinq, Margerin publie trois volumes de Manu, épaulé pour les deux premiers par Alteau à l’encrage et sa femme aux couleurs.
En 1993, au festival d'Angoulême, Frank Margerin est élu président du festival. Il passe six mois à préparer l’évènement, entre les décors, mises en scènes et autres cartons d’invitations, dossiers de presse et jeux créés pour l’occasion. D'après Patrick Gaumer, le succès de Margerin tient à « un graphisme simple, personnel et efficace » allié à « un grand sens de l'humour ».
En 1998 sort Ricky chez les Ricains, l’album tant attendu de Lucien aux États-Unis. Pour la première fois, Margerin dit s’être beaucoup documenté pour coller au mieux à la réalité (même s’il connaissait un peu cette région du monde car son frère et sa sœur habitent San Francisco). La même année, une immense statue de Lucien est installée en surplomb de l'entrée de la gare d'Angoulême.
S’ensuit Week-end motards en 2002, racontant les péripéties de la bande à Ricky (Lucien étant plus ou moins relégué au second plan le temps de cet album) en partance pour les 24 Heures du Mans. Margerin, grand passionné de moto, a collaboré au magazine Virages et à l'album Les Enfants de la moto (éditions Kraken) comme essayeur…
Margerin délaisse quelque temps ses personnages fétiches et crée Momo, livreur au grand cœur plongé dans une réalité bien plus actuelle, publié dans l'Écho des savanes. Exit le rock'n'roll, les mobs et les blousons noirs, Momo est un jeune Maghrébin évoluant dans un univers où l’on roule à scooter et où l’on écoute du rap. Trois albums sont publiés chez Albin Michel entre 2002 et 2005.

### Transfert chezFluide Glacialet retour de Lucien

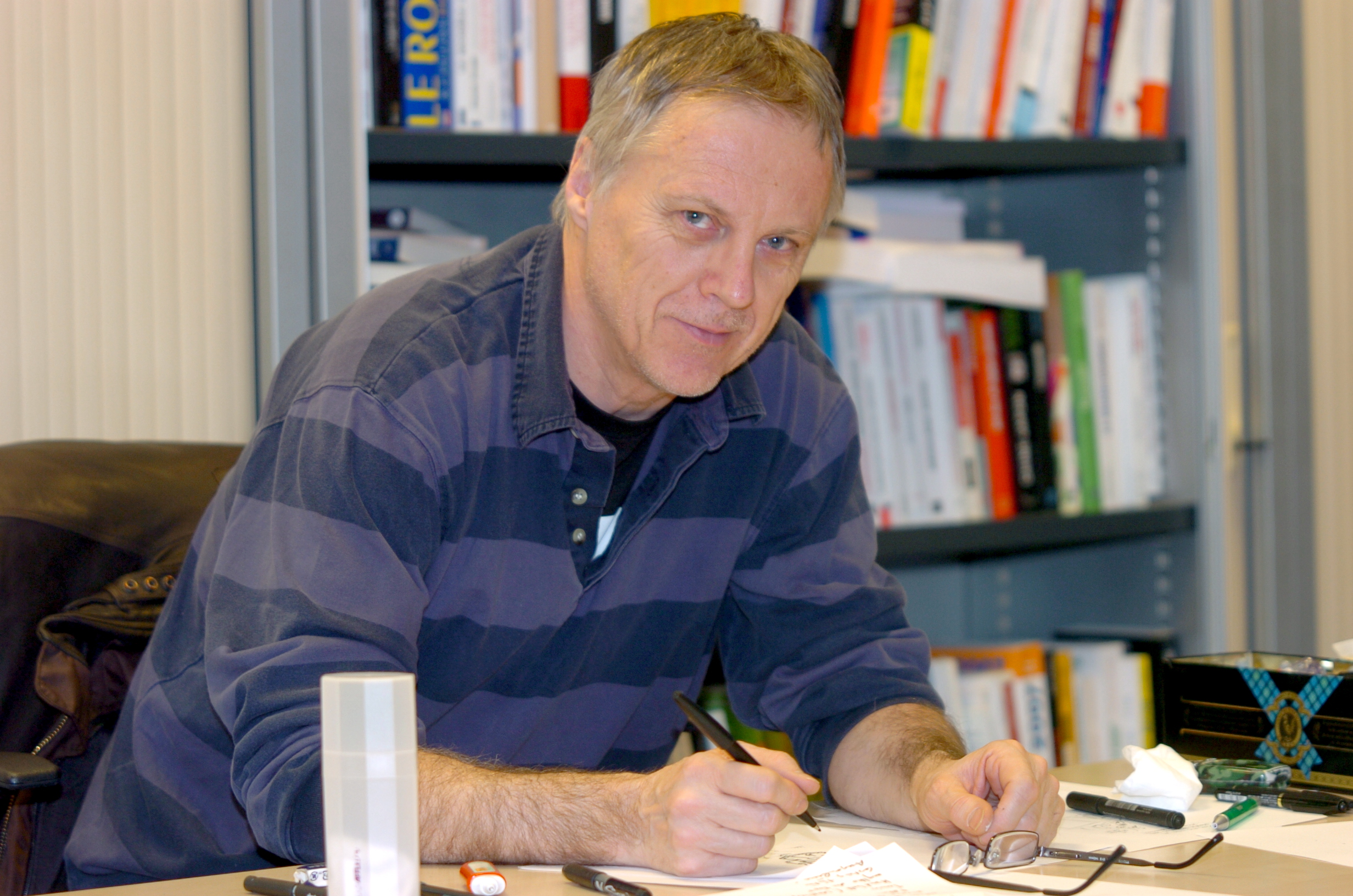
Frank Margerin, le 27 janvier 2009 à Paris.

L'année 2008 marque la fin de la collaboration entre Margerin et les Humanoïdes associés. L'auteur, qui avait toujours été fidèle à cette maison, se voit transférer chez Fluide glacial, qui avait des vues sur lui depuis des années. Margerin accepte ce transfert, permettant aux Humanoïdes associés de renflouer un peu leur fonds mis à mal par la crise financière.
Pour sa première contribution chez Fluide Glacial Margerin fait réapparaître Lucien, huit ans après ses dernières aventures. Chose rare en bande dessinée, le dessinateur a fait vieillir son héros. La banane a blanchi, le ventre a poussé et Lucien s'est rangé dans sa petite vie de famille. Avec deux enfants et une femme folle d'internet, Lucien vend des guitares et donne cours à des ados. Il tente, après avoir retrouvé par hasard ses anciens camarades, de remonter leur groupe de rock et de percer dans un show télé.
Le nouvel éditeur en profite pour rééditer les premiers albums de Margerin. La saga s'étale alors sur huit tomes (Toujours la Banane étant le neuvième).
Le 18 novembre 2009 sort un nouvel album de Margerin, Lucien, père et fils. L'auteur se projette une nouvelle fois dans un Lucien quinquagénaire, proie de ses enfants en pleine crise d'adolescence. En septembre 2011 La bande à Lucien, onzième album de la série, sort chez Fluide Glacial.
Il démarre en 2012, en tant que dessinateur et coloriste, une nouvelle série intitulée Je veux une Harley, sur des scénarios de Marc Cuadrado, chez Fluide Glacial. Le 6e tome, "Je veux une Harley T.6" - Garage, sweet garage, sort en 2020 chez Dargaud,.
Il réalise les affiches pour les spectacles des clowns de la troupe Cracra & Momo.
En 2017, il figure parmi les acteurs de Satire dans la campagne de Marc Large et Maxime Carsel, dans son propre rôle.

### Prises de position
Il co-signe en mai 2019, parmi 1 400 personnalités du monde de la culture, la tribune « Nous ne sommes pas dupes ! », publiée dans le journal Libération, pour soutenir le mouvement des Gilets jaunes et affirmant que « Les gilets jaunes, c'est nous ».

## Publications

### Bande dessinée
Sauf précision, Margerin est dessinateur et scénariste de ces albums.
- Frank Margerin présente, Les Humanoïdes associés, 1978  (ISBN 2902123507). Réédité en 1998 sous le titre Alerte aux envahisseurs.
- Tranches de brie, Les Humanoïdes Associés, 1979  (ISBN 2902123728).
- Ricky banlieue, Les Humanoïdes associés, 1980  (ISBN 2731600144)
- Votez Rocky, Les Humanoïdes associés, coll. « H » no 4, 1981  (ISBN 2731601256).
- Bananes métalliques, Les Humanoïdes associés, coll. « H » no 5, 1982  (ISBN 2731601574).
- Radio Lucien, Les Humanoïdes associés, coll. « H » no 10, 1982  (ISBN 2731601868).
- Ricky VII[21], Les Humanoïdes associés, coll. « H » no 18, 1984  (ISBN 2731602554).
- Chez Lucien, Les Humanoïdes associés, coll. « H » no 28, 1985  (ISBN 2731603585).
- Lulu s'maque, Les Humanoïdes associés, 1987  (ISBN 2731604387)
- Lucien se met au vert, Les Humanoïdes associés, 1989  (ISBN 2731607289)
- Lucien, le retour[22], Les Humanoïdes associés, 1993  (ISBN 2731611251)
- Un Enfoiré et quelques connards suivi d'un gnon et quelques bosses, Crapule productions, 1985 (BNF 34842265). Réédition augmentée Seuil, 2002  (ISBN 2020562308).
- Y'a plus de jeunesse, Albin Michel, coll. « L'Écho des savanes », 1989  (ISBN 2226035753).
- Participation aux et direction des collectifs Frank Margerin Présente, Les Humanoïdes Associés :

1. La Fête, coll. « Humour + », 1989  (ISBN 2731607017).
2. La Télé, coll. « Humour + », 1989  (ISBN 2731607254).
3. Toutous et matous, coll. « Humour + », 1990  (ISBN 2731607599).
4. Les Autos, coll. « Humour + », 1991  (ISBN 2731609052).
5. Les Femmes, 1991  (ISBN 2731609826).
6. Le Boulot, 1992  (ISBN 2731610263).

- Manu (avec l'assistance d'Alteau au dessin), Les Humanoïdes Associés :

1. L'Insupportable Manu, 1990  (ISBN 2731607726).
2. L'Abominable Manu, 1991  (ISBN 2731610115).
3. Le Danger public, 1994  (ISBN 2731610409).

- Lucien, Les Humanoïdes associés (1-8) puis Audie, coll. « Fluide glacial » (9-11) :

1. Votez Rocky, 1998  (ISBN 2731613165). Histoires issues de l'album homonyme de 1981 et dans Ricky Banlieue.
2. Bananes Métalliques, 1998  (ISBN 2731613173). Histoires issues de  l'album homonyme de 1982, Ricky Banlieue et Ricky VII.
3. Radio Lucien, 1998  (ISBN 2731613181). Histoires issues de l'album homonyme de 1982, Ricky VII et Lucien se met au vert.
4. Chez Lucien, 1998  (ISBN 273161319X). Histoires issues de l'album homonyme de 1985, Ricky VII et Lucien se met au vert.
5. Lucien se met au vert, 1998  (ISBN 2731607289). Histoires issues de l'album homonyme de 1989 et de Lucien, le retour.
6. Lulu s'maque, 1998  (ISBN 2731604387). Histoires issues de l'album homonyme de 1993 et deLucien, le retour.
7. Ricky chez les Ricains, 1998  (ISBN 2731612711).
8. Week-end motard[23],[24], 2000  (ISBN 2731613912).
9. Toujours la banane, 2008  (ISBN 9782858158959). Sélection officielle du Festival d'Angoulême 2009.
10. Père et Fils[15], 2009  (ISBN 9782858159789).
11. La Bande à Lucien[16], 2011  (ISBN 9782352071136).

- Frank Margerin présente, Les Humanoïdes associés :

1. Alerte aux envahisseurs  (ISBN 2731613130). Reprise de l'album Frank Margerin présente de 1978 sous un nouveau nom.
2. Tranches de brie  (ISBN 2731613149). Reprise diminuée de l'album homonyme de 1979.
3. Tutti Frutti, 1998  (ISBN 2731613157). Compilation d'histoires courtes notamment publiées dans les anciens recueils Frank Margerin présente.
  - Frank Margerin présente Frank Margerin, 1998  (ISBN 2731612703)[25]. Édition de luxe reprenant une partie des histoires publiées dans les trois albums précédents.

- Momo le coursier (Albin Michel)

1. Momo le coursier, 2002  (ISBN 2226132295).
2. Momo roule toujours, 2003  (ISBN 222614787X).
3. Le Grand Saut, 2005  (ISBN 2226166734).

- Shirley & Dino, Les Humanoïdes associés, 2006  (ISBN 2731618825).
- Je veux une Harley (dessin), avec Marc Cuadrado (scénario), Audie, coll. « Fluide glacial » (1) puis Dargaud (2-5) :

1. La Vie est trop courte !, 2012  (ISBN 9782352071785)
2. Bienvenue au club, 2013  (ISBN 9782205071849)
3. La conquête de l'Ouest, 2014  (ISBN 9782205072808)
4. Harleyluïa, 2015  (ISBN 9782205074147)
5. Quinquas requinqués, 2017  (ISBN 9782205075946)
6. Garage, sweet garage, 2020  (ISBN 9782205079456)

### Illustration
- Mes crobards, Éditions du Chêne, 2012  (ISBN 9782812306877).
- Aux larmes citoyens, collectif, supplément à Jule n°6, préface de Patrick Font, 1985.

### Animation
- Il était une fois…, adaptation de Riquet à la houppe, 1995.

## Prix et distinctions
- Prix espoir au festival de Lucques (Italie) en 1979
- Prix RTL pour Radio Lucien en 1982
- Prix du festival d'Aix en 1983
- Prix du festival de Hyères en 1984
- Prix Alfred de la communication publicitaire à Angoulême en 1986
- Grand Prix 1992 du Festival international de la bande dessinée d'Angoulême[26],[27], donc il a présidé le festival en 1993
- Prix du festival de Solliès en 1994

En 2009, le festival d'Angoulême présente une exposition consacrée à Lucien pour ses 30 ans
- Prix Humour 2002 au Festival BD d'Ajaccio

Il a été l'invité d'honneur du festival Bulles Zik en 2011.
À partir de 2004, Frank Margerin parraine l'association Hippocampe et devient président du jury pour le concours organisé par l'association en faveur d'auteurs talentueux en situation de handicap.

### Documentation

#### Monographies
- José-Louis Bocquet, Margerin, Seghers, coll. « Les Auteurs par les bande », 1988.
- Michel Jans et Jean-François Douvry (dir.), Margerin, une monographie, Mosquito, 1995.

#### Interviews
- Frank Margerin (int. par Jean Léturgie), « Entretien avec Frank Margerin », Schtroumpfanzine, no 27,‎ février 1979, p. 3-10.
- Frank Margerin (int. par Jean-Marc Vidal), « Beach oh ! Ma beach : Franckie va à Olivoude... », BoDoï, no 4,‎ janvier 1998, p. 58-63.
- Frank Margerin (interviewé), Shirley (interviewée), Dino (interviewé) et Frédéric Bosser, « Margerin présente... Shirley et Dino », dBD, no 7,‎ novembre 2006, p. 14-21.

#### Articles
- Olivier Delcroix, « Frank Margerin sur les chapeaux de roue », Le Figaro,‎ 28 juillet 2000.
- Patrick Gaumer, « Frank Margerin », dans Dictionnaire mondial de la BD, Larousse, 2010 (ISBN 978-2035843319), p. 562-563.
- Patrice Gentilhomme, « Tonnerre de Bulles Spécial Margerin », sur Actua BD, 19 décembre 2018.
- Laurence Pivot, « Margerin lâche sa Mob », L'Express,‎ 31 mars 2014.
- Sylvain Siclier, « Art-maniaques : Margerin, atteint de collectionnite carabinée », Le Monde, 8 août 2017.
- Serge Tisseron, « Margerin : L'Humour tendre », Les Cahiers de la BD, no 89,‎ juin 1990, p. 92-93.
- Pierre Vavasseur, « Margerin et Lucien ont encore la banane », Aujourd'hui en France,‎ 16 septembre 2011.